# Фронтиньян
Фронтинья́н (фр. Frontignan, окс. Frontinhan) — коммуна во Франции, находится в регионе Лангедок — Руссильон — Юг — Пиренеи. Департамент — Эро.
Код INSEE коммуны — 34108.

## География

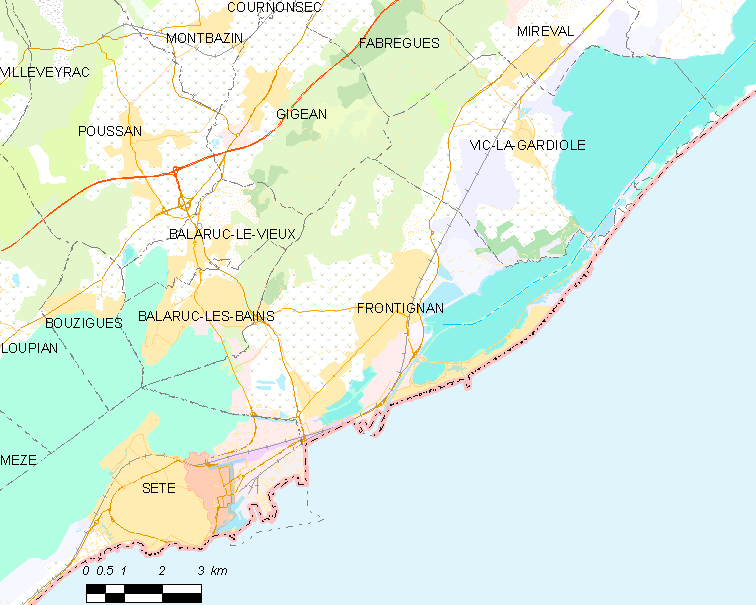
Карта коммуны

Коммуна расположена приблизительно в 610 км к югу от Парижа, 21 км к юго-западу от Монпелье.

## История
В 1362 году была основана крепость, которая дала начало городу Фронтиньян. В 1560 году в городе произошли столкновения между гугенотами и католиками.

## Население
Динамика населения (Cassini і INSEE):

## Экономика
В 2010 году в коммуне числилось 9 932 облагаемых налогом домохозяйств в которых проживали 23 234 лица, медиана доходов выносила 17393 евро на одного человека